# Ceresa similis
Ceresa similis är en insektsart som beskrevs av Andrade 1989. Ceresa similis ingår i släktet Ceresa och familjen hornstritar. Inga underarter finns listade i Catalogue of Life.